# Hardlife Zvirekwi
Hardlife Zvirekwi (Fort Charter, 5 de maio de 1987) é um futebolista profissional zimbabuano que atua como defensor.

## Carreira
Hardlife Zvirekwi representou o elenco da Seleção Zimbabuense de Futebol no Campeonato Africano das Nações de 2017.